# Martin Vetterli
Martin Vetterli, né le 4 octobre 1957 à Soleure, est un ingénieur suisse ayant contribué à la recherche dans le domaine général du traitement numérique du signal.
Il est connu pour son travail sur les ondelettes et a contribué à d'autres domaines tels que l'échantillonnage, la complexité de calcul, le traitement du signal pour les communications, le traitement vidéo numérique et le codage conjoint source-canal.
Il a été président de l'École polytechnique fédérale de Lausanne de janvier 2017 à fin 2024. 

## Carrière
Martin Vetterli naît le 4 octobre 1957 à Soleure.
Il suit sa scolarité dans le canton de Neuchâtel, puis fait des études en génie électrique à l'École polytechnique fédérale de Zurich. Il en sort diplômé en 1981, puis obtient un master of science de l'Université Stanford en 1982 et un doctorat à l'École polytechnique fédérale de Lausanne (EPFL) en 1986.
Il enseigne à l'université Columbia, à l'université de Californie à Berkeley et est actuellement professeur de Systèmes de Communication à l'EPFL.
Il est le coauteur du livre Wavelets and Subband Coding (Prentice-Hall, 1995).
En 1995, Martin Vetterli est élu « Fellow » de l'Institute of Electrical and Electronics Engineers (IEEE) « pour ses contributions à la théorie et à la pratique du codage et des ondelettes sous-bandes ».
Il reçoit plusieurs best paper awards, ainsi que le prix Latsis National (1996), le SPIE Presidential award (1999), le IEEE Signal Processing Technical Achievement Award (2001) et le IEEE Signal Processing Society Award (2010).
Il est membre du Conseil suisse de la science et de la technologie de 2000 à 2004.
Il est « Fellow » de l'Association for Computing Machinery (2009).
En 2008, il publie avec Paolo Prandoni le livre Signal Processing for Communications.
En 2012, Martin Vetterli est élu par le Conseil national à la présidence du Fonds national suisse de la recherche scientifique (FNS).
Le 24 février 2016, il est élu président de l'École polytechnique fédérale de Lausanne, et succède à Patrick Aebischer. Il prend ses fonctions le 1er janvier 2017.
Depuis septembre 2019, il fait partie du conseil d'administration du CyberPeace Institute de Genève, une ONG qui met en lumière l'impact sociétal et humain des cyberattaques.